# 岩本雅之
岩本雅之（いわもと まさゆき、1954年-）是一位日本天文學家，來自德島縣阿波市。

## 科學發現
小行星中心認為他於1988年和1989年與日本天文學家古田俊正在德島海南天文台共同發現了6顆小行星。
主帶小行星4951由天文學家水野義兼和古田俊正發現，並於 1996年3月5日以他的名字命名為岩本。
2013年3月11日，岩本雅之在天鷹座發現了一顆彗星，被命名為岩本彗星（C/2013 E2）。2014年4月15日，為了表彰這顆彗星的發現，哈佛-史密松天體物理中心宣布他獲得2013年埃德加·威爾遜獎。
2018年，岩本雅之在兩個月內發現了梅克賀茲-藤川-岩本彗星（C/2018 V1）和岩本彗星（C/2018 Y1）。

### 小行星
| 小行星4835              | January 29, 1989  | MPC[1] |
| 小行星5399              | January 29, 1989  | MPC[1] |
| 小行星5581              | February 10, 1989 | MPC[1] |
| 小行星6383              | December 12, 1988 | MPC[1] |
| 小行星9943              | October 29, 1989  | MPC[1] |
| 小行星27714             | January 29, 1989  | MPC[1] |
| 1. 1 與古田俊正同時發現 |                   |        |